# Cryphaea clandestina
Cryphaea clandestina là một loài rêu trong họ Cryphaeaceae. Loài này được Enroth mô tả khoa học đầu tiên năm 1990.